# کافه خرس قطبی
کافهٔ خرس قطبی (ژاپنی: しろくまカフェ هپبورن: Shirokuma Cafe) یک مجموعه مانگا ژاپنی اثر آلوها هیگاست. داستان دربارهٔ زندگی روزمرهٔ حیوانات و انسان‌هاست که در یک کافه که توسط یک خرس قطبی اداره می‌شود، دور هم جمع می‌شود. یک انیمهٔ اقتباسی ساختهٔ استودیو پیرو در ژاپن بین آوریل ۲۰۱۲ و مارس ۲۰۱۳ پخش شد و در سطح جهانی در کرانچی‌رول منتشر شد.

## بازخورد
در سال ۲۰۱۹، پولیگان این مجموعه انیمه را به عنوان یکی از بهترین انیمه‌های دهه ۲۰۱۰ معرفی کرد.